# Иван Арабаджията
Иван Атанасов (Танов) Арабаджията е български националреволюционер, един от най-преданите съратници на Васил Левски. Пратеник на събранието в Оборище, участник в Априлското въстание и Съединението, народен представител.

## Биография
Макар най-популярна да е теорията, че Иван Арабаджията е роден в село Каратопрак (дн. Черноземен), Пловдивско,  съществуват и хипотези, според които е роден в Карлово. По-малък брат е на революционера Петър Арабаджията. След 1865 г. се заселва в Царацово, Пловдив, където живее дълги години работейки като арабаджия (коларо-железар).
Революционната си дейност започва като близък сподвижник на Васил Левски, когото укрива в собствения си дом и придружава при изграждането на революционни комитети на ВРО. Заедно с това е от ключовите фигури на БРЦК в Пловдивско. Изпълнява отговорни задачи. Гибелта на Левски не сломява революционния му дух и той продължава да служи на революционното дело. Дейно участва в подготовката на Априлското въстание (1876). В качеството си на представител на революционния комитет в село Царацово присъства на събранието в Оборище. След избухването на въстанието организира чета в селото, но е заловен. В продължение на няколко месеца е подложен на нечовешки изтезания и след това освободен.
Ползва се с авторитет след Освобождението. Взема участие в Съединението на Княжество България с Източна Румелия като предводител на малка чета. За огромната си родолюбива и революционна дейност е избиран за народен представител в IV, V и VI обикновено народно събрание.

## Памет
На Иван Арабаджията е наречена улица в квартал „Дружба“ в София (Карта).